# Villa Monderoux
La Villa Monderoux est un monument de Beynost dans l'Ain en France auquel est adjoint le parc du Clos de Monderoux, jardin public inscrit au pré-inventaire des jardins remarquables. 

## Histoire

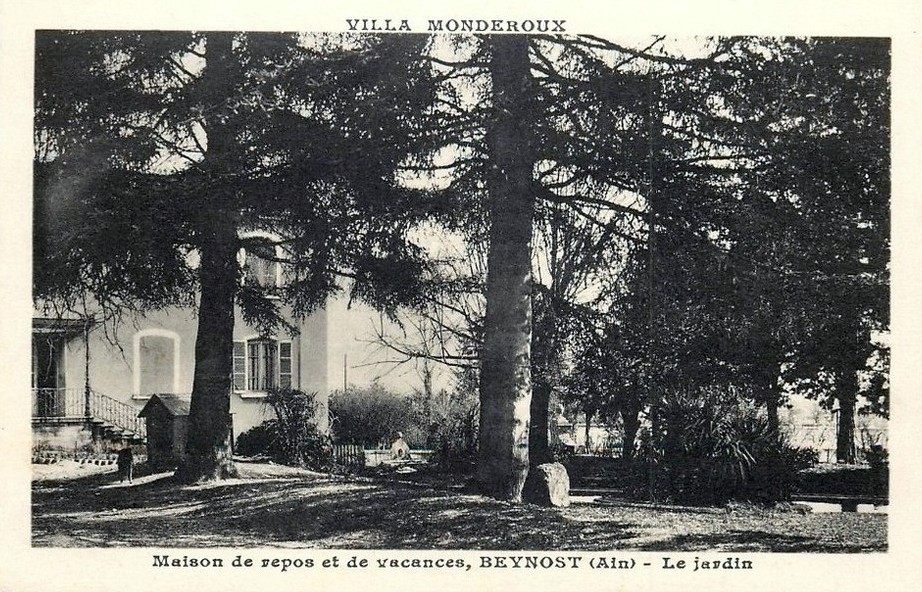
Carte postale ancienne de la maison de repos des Sœurs de Marie Auxiliatrice, à partir de 1922.

La première mention écrite de la villa daterait de 1405. En 1551, le propriétaire en est Henri Roux de Chevrier d'où est issu le nom de « villa Monderoux ». Le 14 février 1597, la villa est vendue aux enchères à Claude Laurens, notaire à Lyon. En 1652, le domaine passe à la famille Druet qui le conserve jusqu'à 1683 et se cession à la famille Gelas. En 1719, Joseph Prost se porte acquéreur du domaine. C'est ainsi que la villa Monderoux se retrouve possession de Claude Bréghot du Lut. Elle reste propriété de la famille jusqu'à 1853 et la cession à Jean-Baptiste Juffet. Au XIXe siècle, les possesseurs suivants sont la famille Rencurel qui tente de faire du lieu une brasserie de bière puis une blanchisserie avant de céder la villa à Pierre Jugnet en 1891.
le 18 mars 1922, les Sœurs de Marie Auxiliatrice en font l'acquisition et l'utilisent comme maison de repos. Enfin, en 1985, la commune acquiert une partie du jardin, puis la totalité de la propriété en 2003. En 2009, L'aile principale de la villa est réhabilitée,.

## Utilisation contemporaine
Le parc est un jardin public dans lequel se trouvent plusieurs installations dont un jardin pédagogique, une aire de jeux pour enfants, un jeu d'échecs géant et une ruche pédagogique installée en juin 2014,.
Depuis son rachat par la commune, les bâtiments ont plusieurs fonctions :
- salle d'expositions artistiques ;

- bibliothèque municipale ;

- bureaux de la police municipale.

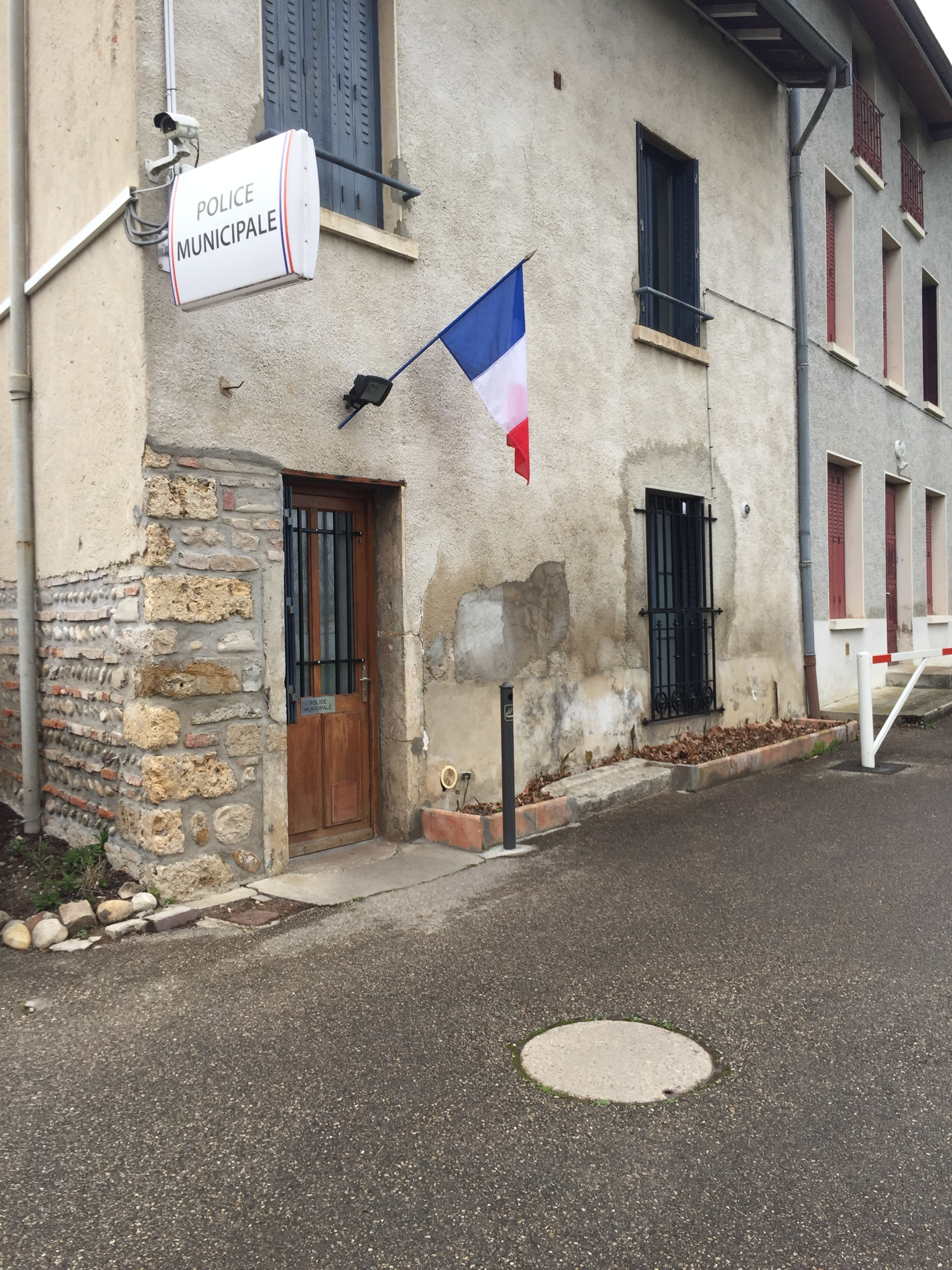
Local de la police municipale.
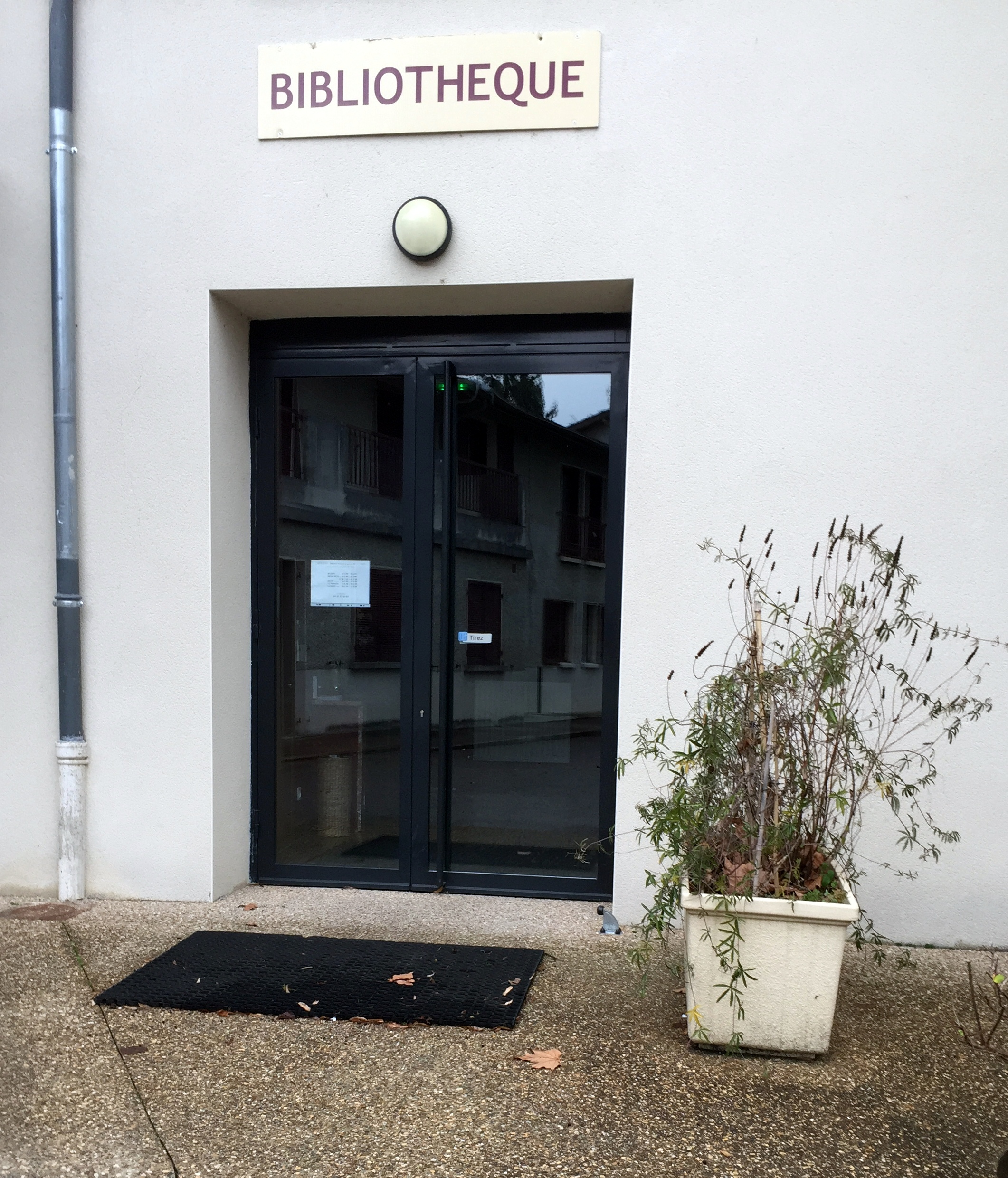
Entrée de la bibliothèque municipale.
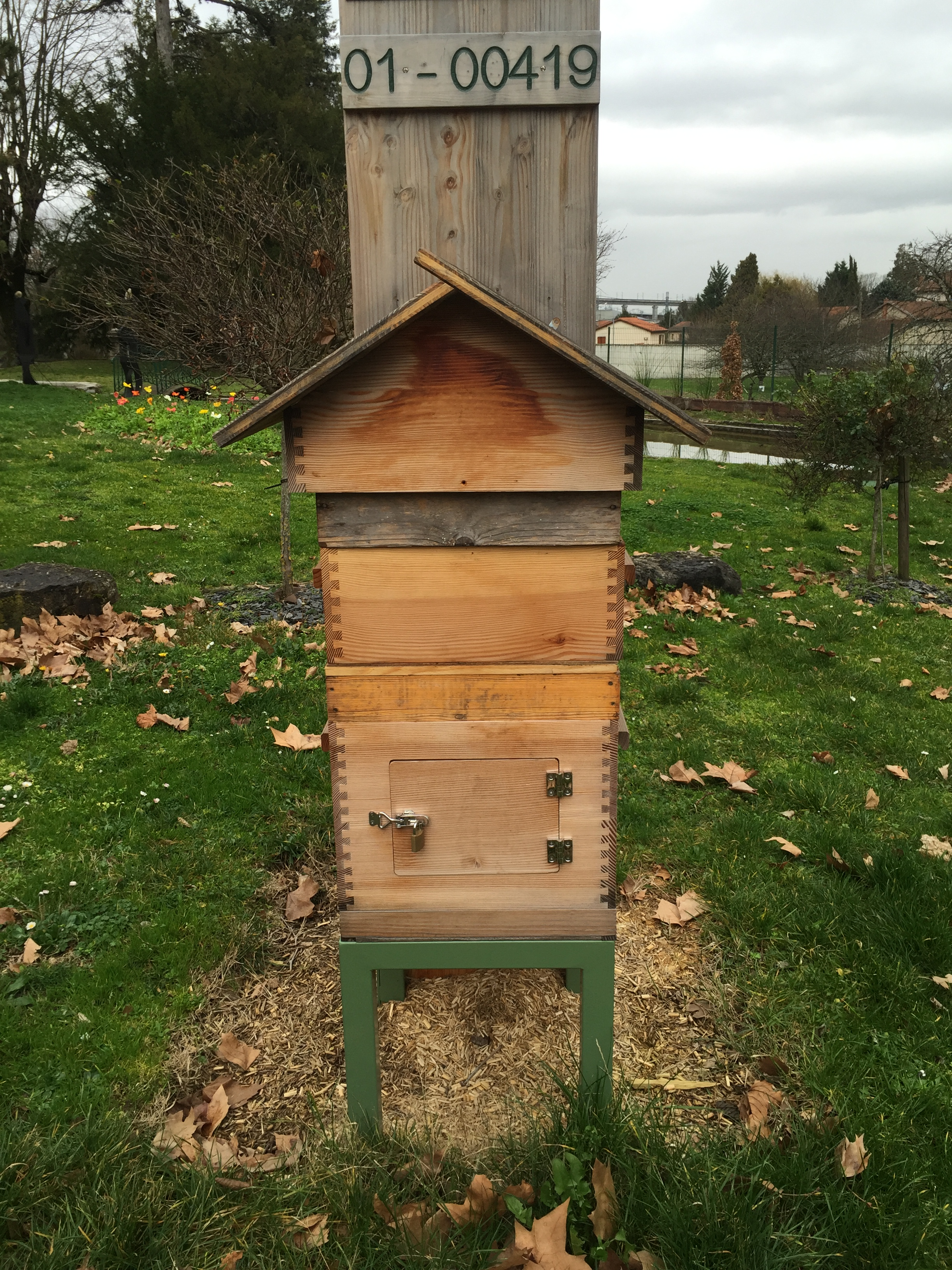
La ruche du parc.
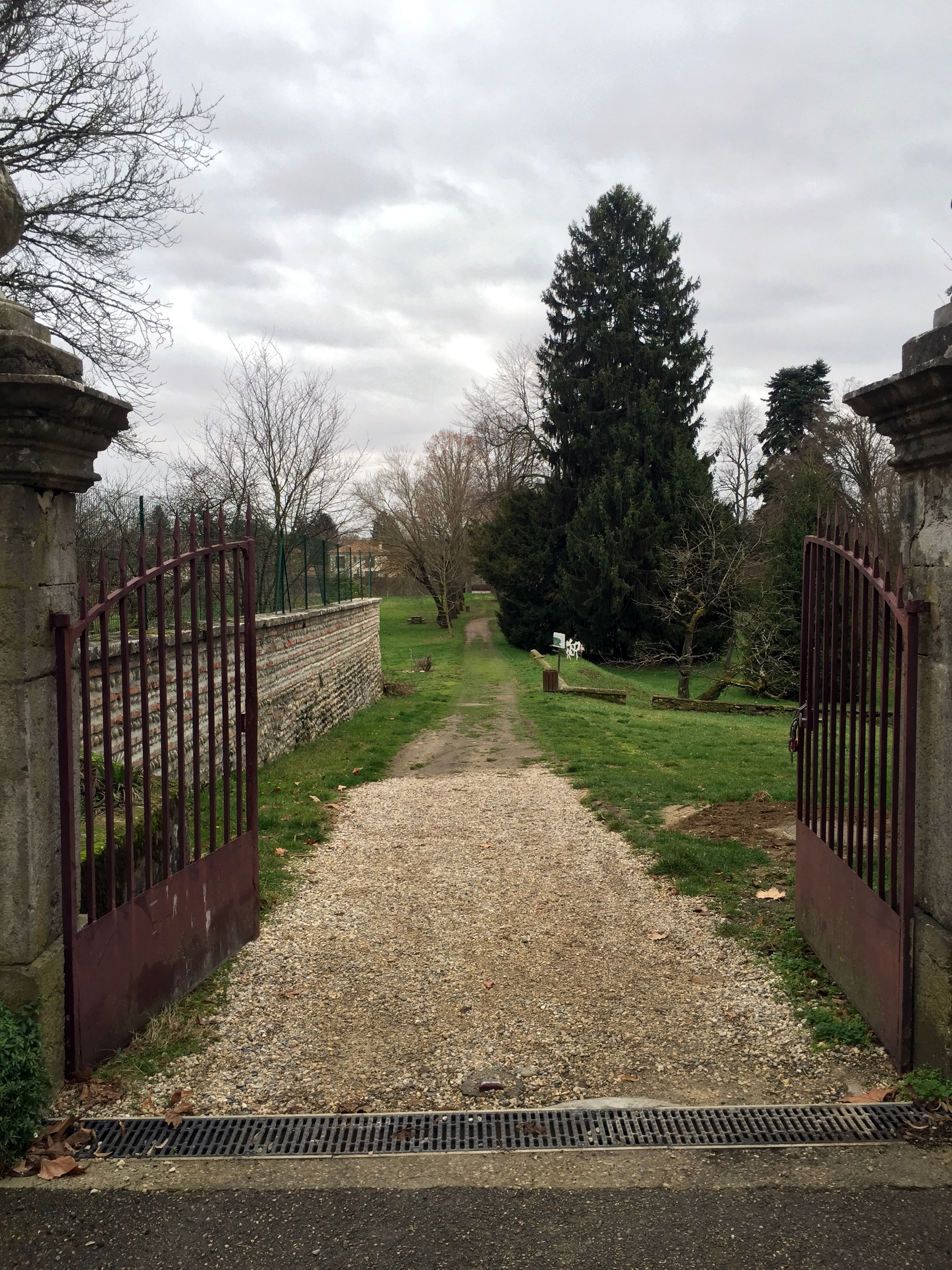
Un des portails du parc.